# وتیلایکرنی
وتیلایکرنی (به لاتین: Vettilaikkerni) یک منطقهٔ مسکونی در سری‌لانکا است که در استان شمالی (سری‌لانکا) واقع شده‌است.